# 迈克尔·克利姆
迈克尔·克利姆（英語：Michael Klim，1977年8月13日—），澳大利亚男子游泳运动员。他曾代表澳大利亚参加1996年、2000年和2004年夏季奥林匹克运动会游泳比赛，获得二枚金牌、三枚银牌和一枚铜牌。